# Agnodice
Agnodice  (Hagnodice) ou Hagnodikè  (en grec ancien : Ἁγνοδίκη) est, selon une légende grecque rapportée par Hygin (Caius Julius Hyginus), dans la 274e de ses Fabulae, l'une des premières femmes médecins et gynécologues.

## Biographie

### Formation
Issue de la haute société athénienne, elle se déguise en homme pour suivre les cours de médecine du célèbre médecin Hérophile. Vers 350 av. J.-C., elle passe brillamment l'examen pour devenir gynécologue, sans révéler qu'elle est une femme car dans la Grèce antique les femmes ne peuvent être médecins ni sages-femmes,.

### Carrière
Bientôt, les patientes affluent à son cabinet, tant et si bien que les autres médecins, jaloux, font courir le bruit que « ce confrère » profite de sa situation pour séduire les femmes mariées qu'on voit s'abandonner, sans réserve, à ses soins. Pour se disculper, Agnodice se voit alors contrainte de révéler son sexe devant les juges de l'Aréopage : « elle releva sa tunique et montra qu'elle était une femme ». Les juges l'accusent alors de violer la loi athénienne, en pratiquant une branche de la médecine interdite aux femmes. Agnodice risque une lourde condamnation. Mais la reconnaissance et l'intérêt personnel poussent les épouses des principaux citoyens à s'unir pour prendre sa défense. Elles arguent notamment du fait que les femmes préfèrent se laisser mourir plutôt que de recourir à un médecin homme. Les magistrats acquittent Agnodice et lui permettent de continuer à exercer la médecine. L’année suivante, une loi autorisant les femmes à étudier et pratiquer la médecine est promulguée.

## Existence
La réalité historique du personnage d'Agnodice est contestée mais certains, tel Sprengel, considèrent son existence comme vraisemblable.
La médecin écossaise Sophia Jex-Blake utilise le parcours d'Agnodice pour démontrer à la fin du XIXe siècle que le profession médicale est accessible aux femmes.

## Postérité
Un bas-relief en forme de médaillon représentant Agnodice lui rend hommage, sur la façade du centre universitaire des Saints-Pères, 45 rue des Saints-Pères (6e arrondissement de Paris).
La « Fondation Agnodice » propose des prestations pour les personnes mineures transgenres. Elle est basée à Lausanne, en Suisse. Son nom est inspiré du mythe d'Agnodice.

## Représentation dans l'Art
Agnodice figure parmi les 1 038 femmes référencées dans l'œuvre d’art contemporain The Dinner Party (1979) de Judy Chicago. Son nom est associé à Aspasie,.